# Applications Technology Satellite

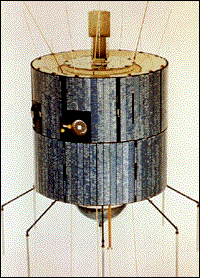
ATS-3.

Applications Technology Satellite ou ATS est une série de satellites artificiels expérimentaux développés par la NASA dans les années 1960. Ils sont les successeurs des satellites de télécommunications Syncom tout en incluant également des expériences technologiques et instrumentales relatives à la météorologie et l'espace interplanétaire. 

## Contexte
La NASA et le constructeur Hughes souhaitaient prolonger le succès de la série des satellites télécommunications expérimentaux Syncom lancés avec succès au début des années 1960 avec une nouvelle série baptisée Advanced Syncom mais certains membres du Sénat américain s'y opposèrent car ils estimaient que la NASA risquait de développer des techniques au seul profit de la société privée Comsat. Pour répondre à cette critique, les objectifs du programme furent élargis et le projet rebaptisé ATS. Le département de la Défense américain (DoD) fit jouer son influence pour que soient inclus dans les objectifs la mise au point de techniques de contrôle d'attitude par gradient de gravité (ATS-2, ATS-4 et ATS-5) et de contrôle d'attitude aux altitudes moyennes (ATS-2). Les 5 premiers satellites emportaient un transpondeur en bande C émettant sur la fréquence 25 MHz comportant 1 200 circuits vocaux et un circuit de télévision. Le sixième satellite ATS-6 n'a pas été construit par Hughes mais par Fairchild. Un septième satellite (ATS-G) fut construit mais jamais lancé à la suite de restrictions budgétaires intervenues début 1973. 

## Historique des missions
| Satellite  | Date de lancement | Lanceur         | Masse    | Fin de mission    | Identifiant COSPAR | Expériences embarquées          | Remarques                                                             |
| ---------- | ----------------- | --------------- | -------- | ----------------- | ------------------ | ------------------------------- | --------------------------------------------------------------------- |
| ATS-1      | 7 décembre 1966   | Atlas Agena D   | 352 kg   | 1er décembre 1978 | 1966-110A          | Satellite météorologique        |                                                                       |
| ATS-2      | 6 avril 1967      | Atlas-Centaur D | ... kg ? |                   | 1967-031A          | Satellite météorologique        | Échec partiel du lancement                                            |
| ATS-3 (en) | 5 novembre 1967   | Atlas-Agena D   | 365 kg   | 1er décembre 1978 | 1967-111A          | Satellite météorologique        | Échec partiel du lancement                                            |
| ATS-4      | 10 août 1968      | Atlas-Centaur D | ... kg ? |                   | 1968-068A          | Satellite météorologique        | Échec partiel du lancement premier test d'un moteur ionique en orbite |
| ATS-5      | 12 août 1969      | Atlas-Agena D   | ... kg ? | mars 1993         | 1969-069A          | Satellite météorologique        | Échec partiel du déploiement                                          |
| ATS-6      | 30 mai 1974       | Titan-3(23)C    | 930 kg   | juillet 1979      | 1974-039A          | Satellite de télécommunications |                                                                       |